# Itarumã
Itarumã là một đô thị thuộc bang Goiás, Brasil. Đô thị này có diện tích 3433,619 km², dân số năm 2007 là 5141 người, mật độ 1,5 người/km².